# Мапа покриття
Мапа покриття позначає зони обслуговування/покриття станцій радіозв'язку . Як правило, вони можуть стосуються радіо- чи телевізійних станцій, мереж мобільного телефону,супутникових мереж.
Як правило, карта покриття вказує зону, в межах якої користувач може розраховувати на хороший сигнал, за нормальних умов. Крім того, карта може також окремо вказувати на окремі додаткові зони обслуговування, де можна мати хороший зв'язок, або де такий зв'язок може бути не стабільним.

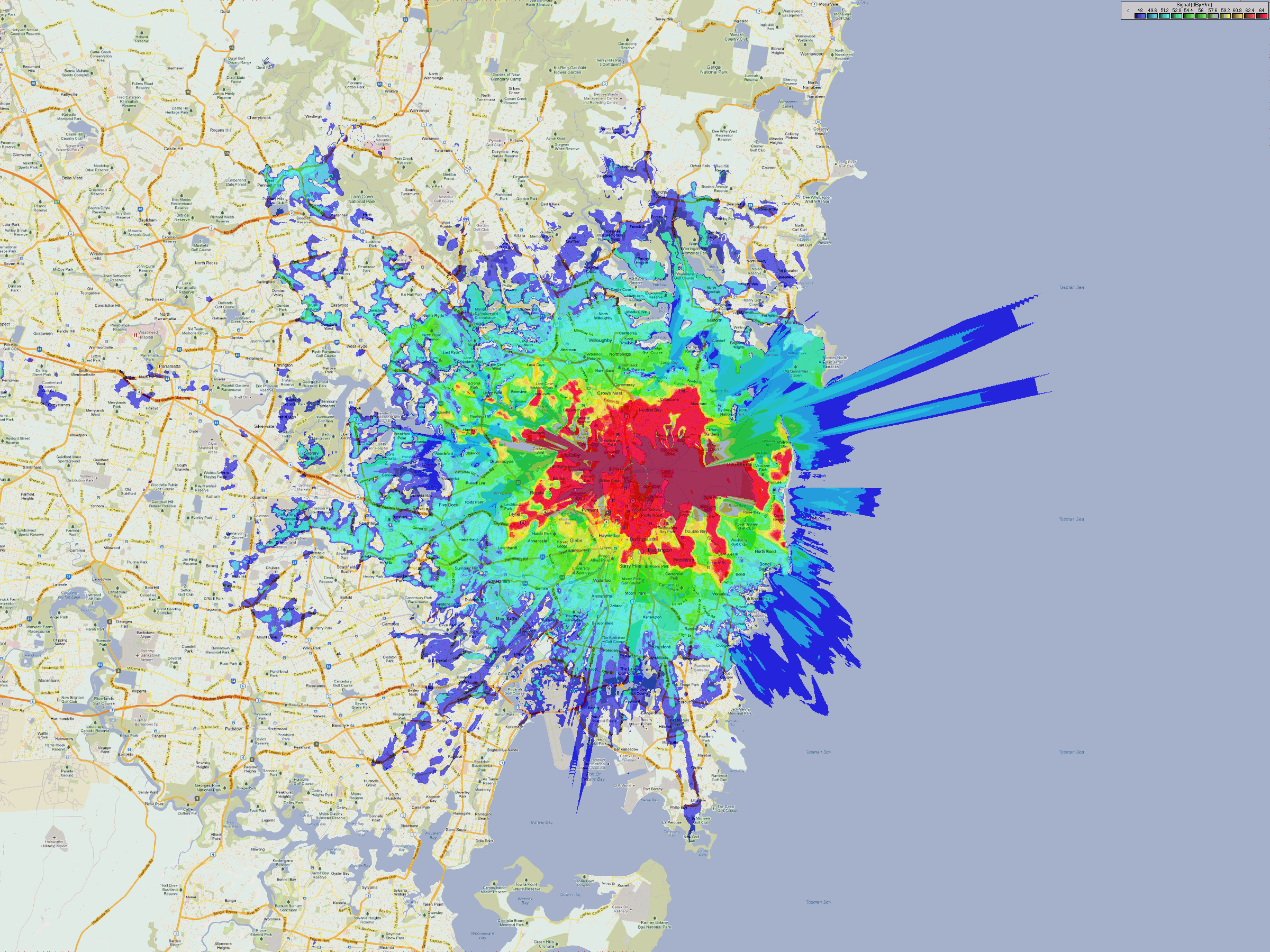
Приклад мапи радіо-покриття

Карта позначає напруженість поля, яка позначає якість сигналу.

### VHF (FM) / діапазон II
Для VHF ( FM ) / Band II, BBC визначає межу зони обслуговування для стереослужб як відповідну середню напруженість поля 54 дБ (відносно 1 мкВ /м) на висоті 10 м над рівнем землі. Для моно вона становить 48 дБ (відносно 1 мкВ /м).
Для стантартного телевізійного каналу використовують приймальні антени розміщені на дахах, чи на рівні 10 м над землею, щоб підвищити чутливість прийому сигналу.

### СЧ / Середньохвильовий
Для СЧ / Середньохвильового діапазону BBC визначає межу денної зони обслуговування як мінімальну напруженість поля 2 мВ/м.

## Обмеження
Часто карти покриття показують загальне покриття для великих регіонів, будь-яку вказану межу не слід тлумачити як фіксовану межу. Найбільшою причиною невизначеності для карти покриття є якість, чутливість використовуваного приймального обладнання. Приймачі можуть відрізнятися за своєю чутливістю, тому для різних приймачів сприйняття покриття може сильно відрізнятися.
Для мереж з поганим покриттям, якість прийому може сильно відрізнятися в місцях, розташованих навіть на короткій відстані одне від одного, ці ефекти стають більш очевидним із збільшенням частоти передачі. Невеликі осередки поганого прийому можуть існувати в межах основної зони обслуговування, які неможливо показати на карті через проблеми з масштабом. Навпаки, використання чутливого обладнання, антен із високим коефіцієнтом підсилення або просто розташування на височині може забезпечити хорошу якість сигналу далеко за межами зазначеної зони. Для побудови хорошого покриття важливо враховувати, місцеві географічні умови.
Незважаючи на те, що оператори та мовники намагаються спроектувати свої мережі таким чином, щоб усунути мертві зони, жодна мережа не є ідеальною, тому перерви в охопленні в межах загальної зони покриття все ще можливі.
Спосіб збирання даних для карт покриття має обмеження. Традиційні карти покриття створюються на основі вимірів, отриманих спеціальними тестувальниками мережі. Це іноді означає, що вони показують теоретичну потужність мережі, а не її реальну продуктивність. Проте з’явилися  компанії, які надають карти покриття на основі інформації, отриманої зі пристроїв споживачів. Перевага такого підходу полягає в тому, що карти покриття показують охоплення та продуктивність мережі, як це відчувають її користувачі.
Часто компанії використовують супутникові станції малої потужності, щоб заповнити зони поганого прийому.

## Зовнішні посилання
- Галерея передач: покажчик карт телевізійного покриття Великобританії
- TV Fool: покажчик карт телевізійного покриття США
- Приклад краудсорсингової карти покриття